# 日昌晶
日昌 晶（ひよし あきら）は日本の小説家（ライトノベル作家）、日本ウノ協会会長。早稲田大学卒業。
1999年に「覇壊の宴」で第11回ファンタジア長編小説大賞（富士見書房主催）準入選となり、2000年に同作品で富士見ファンタジア文庫よりデビュー。2002年を最後に小説家としての活動が途絶えていた。
2010年のスマッシュ文庫（PHP研究所）創刊に伴い作家活動を再開。

また、小説教室ラノベりあんを主宰して小説講座の開講も行っており、ライトノベル新人賞のマニュアル本も執筆している。
カードゲーム・UNOをこよなく愛し、全日本チャンピオンの称号を持ち競技団体・日本ウノ協会の会長を務めている。

## 作品一覧

### 小説
- 覇壊の宴（富士見ファンタジア文庫、全2巻）画:やまさきもへじ
  - 血の匂いに満ち、陰謀渦巻くファンタジー世界に平凡なサラリーマン鈴木は会社の上司に左遷されてやってきた。小説そのままのような異界に冒険への期待がなかったとはいいがたいが、理想と現実は大違いでろくでもないことばかりが起きる。腰抜けでサスペンスフルなファンタジー。
- 今宵、すべての悪党たちに レブリガン・ド・レコール（富士見ミステリー文庫）画:篁龍士
  - 借金返済のために計画した「必殺の金儲け作戦」を規格外の超高校生四人組が繰り広げる。
- 試験にでる竜（ドラゴン）退治（スマッシュ文庫）画:あかやま壽文
  - 憧れの職業を目指して少年エリックは名門「聖ゲオルギオス学園」に入学した。しかし、「竜退治科」は完全に衰退しており人気の「魔法科」からバカにされている。エリック以外の生徒はちょっとクセのある女子3人で万事振り回される。

## 実用書
- ライトノベル創作Q&A（秀和システム） ISBN 978-4-7980-2580-3
- ライトノベル新人賞攻略（秀和システム） ISBN 978-4-7980-2583-4